# 天地正教
天地正教（てんちせいきょう）は、北海道帯広市に本部を置く仏教系の宗教法人。文化庁の『宗教年鑑』では「諸教」に分類される。現在は世界平和統一家庭連合（旧統一教会）の管理下に置かれている。

## 概要
川瀬カヨが1970年代に「世界基督教統一神霊協会」（現・世界平和統一家庭連合。旧名の通称：統一教会または統一協会、以下、統一教会と略称）の信仰を持ち、自ら率いていた「天運教」の組織をそのまま受け継いだもの。「天運教」は祈祷師の信奉者団体で、帯広市で霊能による占いや病気治療を行っていた。1988年（昭和63年）に「天地正教」と改称してからは、弥勒信仰を中心とする。この世に下生するとされている弥勒が統一教会の教祖、文鮮明であると教えていたとされる。宗教社会学者の櫻井義秀によれば、信者の大半は主婦層であり、信者を統一教会に導くダミー教団である。「霊感商法」で販売されていた壺や多宝塔を「霊石」として扱っていた。1998年（平成10年）の内紛により、 法人としては正式に解散していないが“和合”ということで1999年（平成11年）に統一教会に事実的には吸収された形になった。

## 沿革
1956年（昭和31年）11月12日、川瀬カヨが、天運教の教主になれとの啓示を受けたという
。天地正教ではこれをもって創立とする。しかし、突然の神がかりに周囲は驚きカヨは精神科病院に入院させられた。1957年（昭和32年）には、百日日参をせよとの天啓があるなど、以後神がかりな啓示が降りるようになったという。そのころから徐々に信者が集まり始める。
1957年（昭和32年）3月4日　「おさしず」と称する啓示を受ける。宗教法人認証以前においてはこの日を立教の日としていた。
1964年（昭和39年）、信者会として「冨士会」が設立され、教団としての体裁を整える。当時は八大龍神・馬頭観音・弘法大師等を本尊とし、先祖供養を中心とした教えを説いていた。
1973年（昭和48年）ころから、カヨは統一教会に傾倒するようになった。カヨが統一教会の信者になった時期や経緯は資料により錯綜しており不明瞭にしかわからない。
1982年（昭和57年）10月14日　川瀬カヨが数人の信者と共に「統一教会」の6000組合同結婚式に参加。川瀬は「独身祝福」を受ける。 
1987年（昭和62年）10月1日、役員会において宗教法人認可の申請を出すことが決定され、同月26日、北海道知事より認証された。また、川瀬カヨが初代教主についた。この時、本尊を弥勒慈尊（弥勒菩薩）に改める。翌1988年（昭和63年）1月14日、法人の名称を「天地正教」と改めた。宗教法人化・天地正教への名称変更の事情については資料によって説明がばらついている。
同年3月3日、統一教会の霊感商法関連団体「霊石愛好会」が天地正教に移行することを発表。全国に約150箇所あった霊石愛好会の道場は天地正教に名称変更した。この霊石愛好会は、霊感商法が社会問題となったため、その種の商品を扱っていた販売業者が「自粛宣言」を出した後に結成された任意団体である。全国で「霊石に感謝する集い」という集会を開き、内部の道場で壺や多宝塔などを頒布していた。販売すると霊感商法とされるため、献金するとの名目が使われていた。証言によると、霊石愛好会が天地正教に合流した理由の1つは、統一教会の税金対策だったという (宗教法人に認定されていない霊石愛好会では税金がかかるので、献金の効率を高めるためには宗教法人になるのがよいと統一教会は考えた)。両親が統一教会幹部だった女性は北海道放送（HBC）の取材に対し、「各道場には統一教会本部からノルマを指示するFAXが届いていた」と証言した。
これにより、天地正教は実質的に統一教会系の幹部に牛耳られることとなり、旧天運教関係者はお飾りの立場におかれた。しかし、統一教会の幹部による霊感商法的運営によってさまざまな問題が噴出し、次第に川瀬カヨを中心とする旧・天運教系幹部が主導権を握るようになった。
1994年2月4日 川瀬カヨが83歳で亡くなり、三女・新谷静江が二代教主となる。なお、三女は統一教会の信者ではない。
1995年2月3日、本山において文鮮明夫妻の写真を祭壇に掲げる儀式を行い、公式に弥勒慈尊が文鮮明夫妻であることを表明した。それまで、内々に文夫妻を弥勒として教えていたが、教団として文夫妻の写真を拝することはなかった（ただし、各地の道場が非公式に文夫妻の写真を拝することは少なからず行われていた）。
またこの年、北海道清水町における本山の宿泊施設建設計画が地元の激しい反対を受けた。当時、天地正教の青年が作務衣を着ての訪問托鉢を行っていたが、その姿が折から問題になっていたオウム真理教を彷彿とさせ、地域住民の警戒感を招いたためである。町議会は特別委員会を開き、招致された天地正教の松山代表は町議会で「統一教会とは関係ない」「商売はしていない」と証言。翌12月、町議会は施設建設反対の決議を採択、結局、施設建設計画は頓挫した。天地正教は1988年から1997年にかけて、施設建設のためとみられる清水町の土地（山林や宅地など）を購入していたが、ずっと後になってから統一教会が購入することになる。これは後に統一教会の解散請求を巡って問題となった。
1997年10月1日 信者一行が北朝鮮を訪問。「金日成主席永生祈願祭」、「朝日歴史総懺悔式」(人民文化宮殿)に参加。
1998年5月、新谷静江が教主の座を追われる。新谷教主や天地正教の一部の幹部・信徒は統一教会による支配を排除しようとした。彼らは韓国の統一教会幹部らの献金の扱いに非常に不信を持ち、文鮮明教祖に韓国の「世界日報」の財務、送金した献金の監査請求をし、調査を求める12人の署名をした嘆願書を出したが、受け入れられなかった。これに対して韓国及び日本の統一教会幹部は、天地正教の完全支配を目論み、教団内の旧・天運教系幹部主導の体制に不満を持つ統一教会系幹部を扇動し、教主の追い落としを図った。
文鮮明は、777双で、アメリカの統一神学校を出て、当時役職に就いていなかった松波孝幸（後に原理研究会会長）を天地正教の会長にさせ、教主制度を廃止。 12人の嘆願書を出した人たちは、皆、左遷された。しかし、この処置は信者の多くに不信感を抱かせ、信者数は激減した。
その結果、天地正教は教団存続を断念。1999年3月天地正教は、松波会長の申し出（和合宣言文）という形をとって、事実上、統一教会によって、吸収合併された。統一教会・天地正教側は法人の解散を望んで信者の署名活動まで行ったが、文化庁が乗っ取りによる教団の吸収合併という前例ができることを嫌ったためといわれている。宗教学者の櫻井義秀によれば、1999年以降天地正教に宗教法人としての活動はなく、信者もいないという (ただし、法人としては現在も存続している)。2025年（令和7年）4月の報道によれば、本部は完全に休眠状態にある。天地正教側は2025年現在で信者数が4千人だと主張していると報道されているが、「電気がついたところは見たことがなく、人の出入りもない」、「20年ほど人の出入りをほとんど見たことがない」という。

## 統一教会との関係
- 裁判の原告らの主張:統一教会の方針に従って霊石（壺や多宝塔）を授かって喜んでいる人達を装った被告の婦人信者を中心に発足した「霊石愛好会」の組織をそのまま天地正教に移行させたものであり、統一教会と霊石愛好会及び天地正教とは一体のものであると指摘している[24][10]。

- 過去の統一教会側の主張:「統一教会と天地正教は全く別法人であり、また、霊石愛好会は宗教法人ではない任意団体であり、いずれも統一教会とは何ら関係のない団体である。」[24]しかし、2012年に献金を巡って争われた訴訟において札幌地方裁判所は、統一教会の資料に、天地正教を事実上吸収合併したとの記載があったと判決で認めている[19]。また、同裁判所は「（両者の間には）少なくとも指揮命令系統があったと認めるのが相当」であると判決している[19]。

- 統一教会に吸収され、事実上、天地正教としての活動を停止した後、問題視した地元の町議から反対運動を起こされている[21]。
- 家庭連合（旧統一教会）は、天地正教が事実上解散した後の2003年と2014年に、天地正教が所有していた清水町の土地を少なくとも26か所、広さにして83ヘクタールを購入していたことが登記簿から確認されている[19]。また、解散請求決定（地裁）により、旧統一教会が2009年6月に開いた責任役員会と評議員会において、解散後の「残余財産」について「帰属先は天地正教とする」ことを決議していたことが判明した[6]。この時期は霊感商法を巡って教団傘下会社の社長が逮捕され、また教団が「コンプライアンス宣言」をした時期であった。そのため教団が宗教法人格を失った後も天地正教の宗教法人格を使っての活動存続が計画されていたのではないかとの指摘がされた[6]。教団は「ただ、今の時点で何か資産を移そうとか、天地正教として活動を続けようという議論はしていない」と答えた[6]。しかし天地正教については「 教義を共にし、当教団と表裏一体のような存在」と、過去の主張とは異なる説明をした[6]。

## 弥勒の郷 報恩殿
北海道清水町御影地区にある教団施設。面積2万坪（約66000㎡）以上で、剣山 (北海道十勝総合振興局)の中腹に位置する。のち聖火の郷に改称。
1991年5月16日、土地購入により不動産登記。2014年10月27日、世界基督教統一神霊協会への売却により移転登記。世界平和統一家庭連合による宗教行事が開催されてきた。2020年10月4日「聖火の郷 世界平和孝情慰霊塔広場」の新しい看板の除幕式が執り行われた。

### 注
1. ↑  川瀬カヨの写真は、2代目教主の新谷静江が書いた『霊能者川瀬カヨを語る』の中に掲載されている。画像は粗いが、有田芳生による記事『天地正教の正体』(朝日ジャーナル1988年4月15日号) に写真が転載されている。
2. ↑  2001年6月29日 の札幌地裁での証人（甲 三八五、乙ハ二二）によれば、「川瀬カヨは、1972年（昭和47年）ころから文鮮明を救世主、霊界の支配者として信奉するようになった。」とされている[13]。2代目教祖の新谷静江は、信者から「素晴らしい教えがあるんです」「教祖は韓国人」などと統一教会を紹介されたのがきっかけだと証言している[12]。櫻井義秀の著書『統一教会』(中公新書) では、カヨの子供たちが統一教会に入信し統一教会から購入した壺を持ってくるようになったため、次第に統一教会を信奉するようになり、天運教の信者にも壺の購入を勧めるようになった、と書かれている[7]。
3. ↑  創立30周年記念に合わせての宗教法人化であるように書く資料もあるが[15]、後の報道により、宗教法人化には統一教会が関係したことがわかっている。法人認証には関わっていないと統一教会側は主張しているが、実際は、天地正教側は宗教法人化に乗り気ではなかったにもかかわらず統一教会からの強い要請でやむを得なかったというのが真相である（統一教会との訴訟を担当した弁護士が2代目教祖から直接聞き取って得た証言による）[16]。さらに、天地正教への名称変更についても、それがカヨの天啓によるものだと書く資料があるが[15]、実際には、統一教会からの要請だったとの証言が後に報道されている[16]。この点に関しても統一教会は否定している[16]。
4. ↑  HBCの取材に応えた「両親が旧統一教会幹部」の女性は、「父は導師、母は婦人部長として天地正教を導いていきなさいとの指示が統一教会本部からあった。2人は統一教会の信者だけれども天地正教に、出向みたいな感じで行かされた」旨の証言をしている[8]
5. ↑  新谷は、教主を追われた後、海命寺の住職に就き、新谷蓮花を名乗った[21]。1999年に、一部の信徒と共に「富士の会」という宗教団体を立ち上げたが揮わず、2014年に亡くなった[21]。
6. ↑  統一教会の行う「合同結婚式」はその結婚式に参加したカップル数により、「○○組合同結婚式」などと呼ばれ、信者は自分が参加した式の数字によって○○組、または○○双などと呼ばれる。
7. ↑  北海道上川郡清水町旭山28。帯広駅の西約28km、最寄り駅の御影駅 (北海道)からは南西へ約8km